# 나라의 상징
나라의 상징(- 象徵)은 어떤 독립체 자체를 나타내는 것과 세계에 민족공동체를 나타내는 것을 일컫는다. 식민지 또는 종속관계, 연방정부의 통합 혹은 종족문화적 공동체 상태라도 주권국가도 국민과 국토는 정치적 자율성이 없는데도 불구하고 국적을 따진다.
나라의 상징은 국민, 국가의 가치관, 국가 목표, 역사의 시각적, 언어적, 상징적 표현을 만들어냄으로써 사람들을 단결한다.
이 상징들은 대부분의 경우 애국심이나 내셔널리즘을 열망하는 바람의 일환으로서 민족공동체의 전반의 사람들을 포괄적이고 대표적이게끔 설계되어 있다.

## 승인 국가의 상징
- 국민 국가의 국기
- 국민과 또는 통치 국가의 국장
- 국민과 또는 통치 국가의 국새
- 연계 장치와 또는 개별적으로 사용하는 나라 표어
- 국색은 대부분의 경우 위에 적은 것에서 유래한다
- 국가, 왕실이나 황실 찬가.

## 미승인 국가의 상징
전통 수공예품, 민족의상, 민족 서사시와 민족 신화 뿐만 아니라 국가대표팀과 그 팬들이 사용하는 상징과 같이 여러 면에서 어떤 나라에 잘 알려진 광경들을 나라의 상징으로 볼 수 있다.

## 같이 보기
- 모표